# 扎格列布利亞 (杜布羅維察區)
51°38′45″N 26°41′3″E / 51.64583°N 26.68417°E
扎格列布利亞（烏克蘭語：Загребля），是烏克蘭西北部的村莊，隸屬里夫內州的薩爾內區。該村始建於1925年，面積0.23平方公里，海拔高度138米，2001年人口159，人口密度每平方公里691.3人。